# Nardia huerlimannii
Espèce
Statut de conservation UICN

 VU D2 : Vulnérable
Nardia huerlimannii est une espèce de plantes de la famille des Gymnomitriaceae.

## Publication originale
- Oesterreichische Botanische Zeitschrift 118: 233. 1970.